# Cięciwa (łucznictwo)

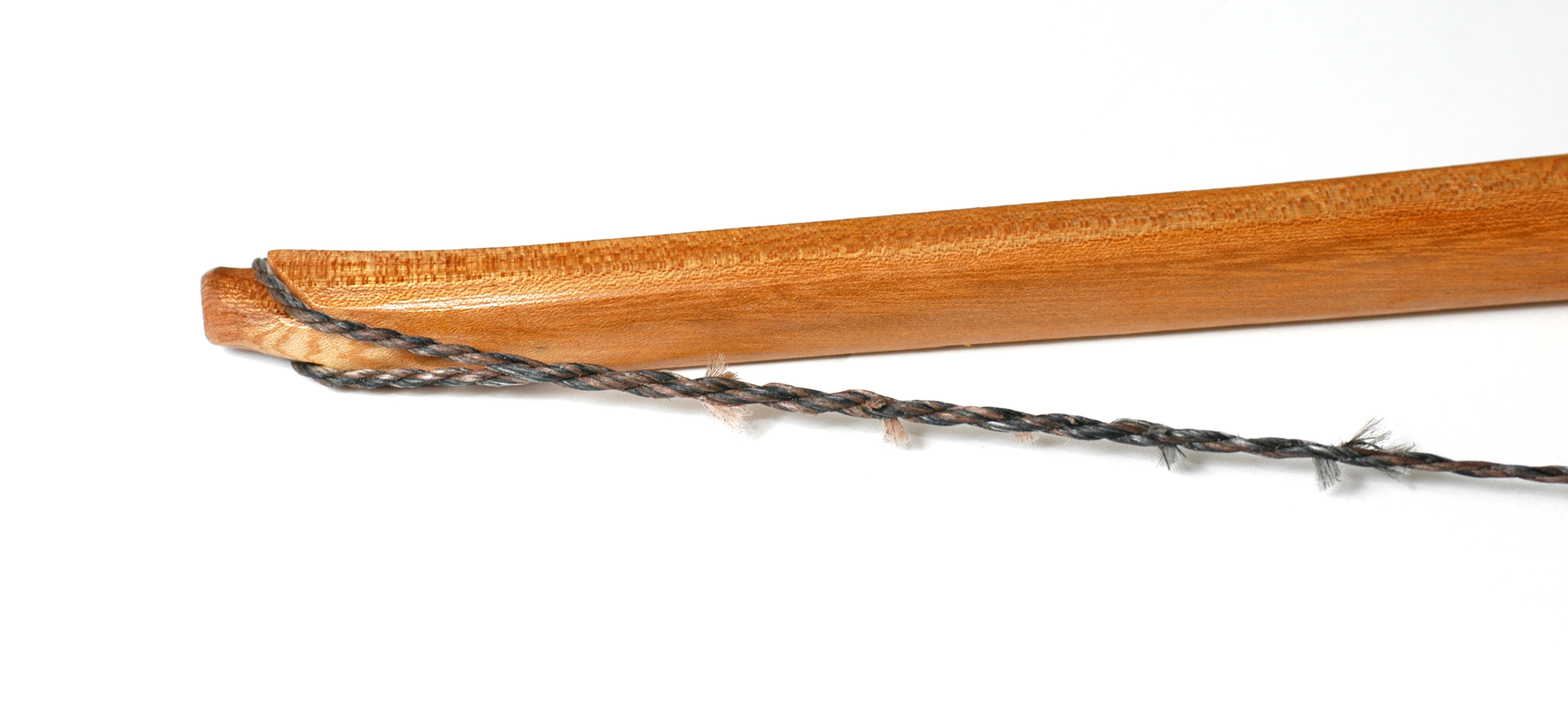
Cięciwa zamocowana na łęczysku łuku

Cięciwa kuszy

Cięciwa – element broni neurobalistycznej (np. łuku, kuszy, balisty) służący do napinania łuczyska, przenosząc tym samym energię z ramion na wystrzeliwany pocisk. Dawniej cięciwy wykonywano z włókien roślinnych, takich jak len, konopie czy jedwab, oraz ze ścięgien, włosia końskiego lub jelit zwierzęcych, które do tego celu były suszone i wyprawiane.
Cięciwy we współczesnych łukach sportowych wykonane są z tworzyw sztucznych charakteryzujących się praktycznie zerową rozciągliwością i małymi oporami ruchu w powietrzu. Współczesne cięciwy robi się z materiałów, takich jak Fast-Flight czy Dacron.
Cięciwa kuszy była zazwyczaj grubsza niż cięciwa łuku, aby wytrzymać większe obciążenia w trakcie naciągu i wystrzeleniu bełtu.